# Шаванн-сюр-Сюран
Шава́нн-сюр-Сюра́н (фр. Chavannes-sur-Suran) — колишній муніципалітет у Франції, у регіоні Овернь-Рона-Альпи, департамент Ен. Населення — 638 осіб (2011).
Муніципалітет був розташований на відстані близько 370 км на південний схід від Парижа, 75 км на північний схід від Ліона, 17 км на північний схід від Бург-ан-Бресса.

## Історія
До 2015 року муніципалітет перебував у складі регіону Рона-Альпи. Від 1 січня 2016 року належав до нового об'єднаного регіону Овернь-Рона-Альпи.
1-1-2017 Шаванн-сюр-Сюран і Жерманья було об'єднано в новий муніципалітет Нівінь-е-Сюран.

## Демографія
Динаміка населення (INSEE і Cassini ):
Розподіл населення за віком та статтю (2006):
| Стать | Всього | До 15 років | 15-24 | 25-44 | 45-64 | 65-85 | Понад 85 |
| --- | ------ | ----------- | ----- | ----- | ----- | ----- | -------- |
| Чоловіки | 308    | 52          | 24    | 84    | 92    | 56    | 0        |
| Жінки | 308    | 64          | 28    | 88    | 72    | 48    | 8        |
| \| Статево-вікова піраміда \| Статево-вікова піраміда \| Статево-вікова піраміда \| \| ----------------------- \| ----------------------- \| ----------------------- \| \| Чоловіки \| Вік \| Жінки \| \| 0 \| 85 + \| 8 \| \| 12 \| 80-84 \| 8 \| \| 8 \| 75-79 \| 0 \| \| 16 \| 70-74 \| 16 \| \| 20 \| 65-69 \| 24 \| \| 20 \| 60-64 \| 20 \| \| 20 \| 55-59 \| 16 \| \| 28 \| 50-54 \| 16 \| \| 24 \| 45-49 \| 20 \| \| 20 \| 40-44 \| 20 \| \| 36 \| 35-39 \| 24 \| \| 24 \| 30-34 \| 20 \| \| 4 \| 25-29 \| 24 \| \| 8 \| 20-24 \| 12 \| \| 16 \| 15-20 \| 16 \| \| 28 \| 10-14 \| 20 \| \| 12 \| 5-9 \| 28 \| \| 12 \| 0-4 \| 16 \| |        |             |       |       |       |       |          |
| Статево-вікова піраміда |        |             |       |       |       |       |          |
| Чоловіки | Вік    | Жінки       |       |       |       |       |          |
| 0 | 85 +   | 8           |       |       |       |       |          |
| 12 | 80-84  | 8           |       |       |       |       |          |
| 8 | 75-79  | 0           |       |       |       |       |          |
| 16 | 70-74  | 16          |       |       |       |       |          |
| 20 | 65-69  | 24          |       |       |       |       |          |
| 20 | 60-64  | 20          |       |       |       |       |          |
| 20 | 55-59  | 16          |       |       |       |       |          |
| 28 | 50-54  | 16          |       |       |       |       |          |
| 24 | 45-49  | 20          |       |       |       |       |          |
| 20 | 40-44  | 20          |       |       |       |       |          |
| 36 | 35-39  | 24          |       |       |       |       |          |
| 24 | 30-34  | 20          |       |       |       |       |          |
| 4 | 25-29  | 24          |       |       |       |       |          |
| 8 | 20-24  | 12          |       |       |       |       |          |
| 16 | 15-20  | 16          |       |       |       |       |          |
| 28 | 10-14  | 20          |       |       |       |       |          |
| 12 | 5-9    | 28          |       |       |       |       |          |
| 12 | 0-4    | 16          |       |       |       |       |          |

## Економіка
2010 року серед 391 особи працездатного віку (15—64 років) 317 були активними, 74 — неактивними (показник активності 81,1%, у 1999 році було 73,4%). З 317 активних мешканців працювала 291 особа (149 чоловіків та 142 жінки), безробітними було 26 (14 чоловіків та 12 жінок). Серед 74 неактивних 20 осіб було учнями чи студентами, 38 — пенсіонерами, 16 були неактивними з інших причин.

У 2010 році в муніципалітеті числилось 262 оподатковані домогосподарства, у яких проживали 635,0 особи, медіана доходів виносила 19 568 євро на одного особоспоживача